# Haapajoki (vattendrag, lat 63,08, long 31,03)
Haapajoki är ett vattendrag i Finland. Det ligger i Ilomants i den östra delen av landet, 400 km nordost om huvudstaden Helsingfors.